# Jauhen Krywamas
Jauhen Uladsimirawitsch Krywamas (belarussisch Яўген Уладзіміравіч Крывамаз; * 23. Juli 1979 in Minsk, Weißrussische SSR; † 7. Januar 2022) war ein belarussischer Eishockeyspieler, der dreimal Belarussischer und zweimal Ukrainischer Meister wurde.

## Karriere
Jauhen Krywamas begann seine Karriere als Eishockeyspieler in der russischen Hauptstadt, wo er für die zweite Mannschaft des HK Dynamo Moskau überwiegend in der Wysschaja Liga spielte. Lediglich in der Saison 1996/97 spielte der Verteidiger mit dem Team in der drittklassigen Perwaja Liga, erreichte aber den sofortigen Wiederaufstieg. 1998 wurde er in der ersten Runde des CHL Import Drafts als insgesamt 51. Spieler ausgewählt. Trotzdem wechselte Krywamas zunächst in seine Heimatstadt zum HK Junost Minsk, bevor er zum Jahresanfang 1999 nach Nordamerika ging und die Saison in kanadischen Juniorenliga Ontario Hockey League bei seinem Draftverein Guelph Storm beendete. Nach kurzer Rückkehr nach Minsk lief der Belarusse bis 2001 für die Rockford IceHogs in der United Hockey League auf.
2001 kehrte er endgültig nach Osteuropa zurück und wurde 2002 mit dem HK Keramin Minsk erstmals Belarussischer Meister. Anschließend wechselte Krywamas nach Russland, kehrte aber bereits nach wenigen Monaten in seine Heimat zurück, wo er 2003 mit dem HK Homel und 2006 mit Junost Minsk erneut den Titel gewann. Zudem gewann er in den Jahren 2003, 2004 und 2007 mit dem HK Homel den belarussischen Eishockeypokal. 2011 wechselte der Abwehrspieler in die Ukraine und gewann dort 2014 mit dem HK Kompanjon-Naftohas Kiew und 2015 mit dem HK ATEK Kiew den ukrainischen Meistertitel, nachdem er 2012 bereits zum besten Verteidiger der ukrainischen Liga gewählt worden war. Anschließend beendete er seine Karriere.
Krywamas starb am 7. Juni 2022 im Alter von nur 42 Jahren.

### International
Mit der belarussischen U20-Auswahl spielte Krywamas bei der U20-Junioren-Weltmeisterschaft 1999. Im Seniorenbereich stand er im Aufgebot seines Landes bei der Weltmeisterschaft der Division I 2002.

## Erfolge und Auszeichnungen
- 1997 Aufstieg in die Wysschaja Liga mit dem HK Dynamo Moskau II
- 2001 Belarussischer Meister mit dem HK Keramin Minsk
- 2002 Aufstieg in die Top-Division bei der Weltmeisterschaft der Division I, Gruppe A
- 2003 Belarussischer Meister und Pokalsieger mit dem HK Homel
- 2004 Belarussischer Pokalsieger mit dem HK Homel
- 2006 Belarussischer Meister mit dem HK Junost Minsk
- 2007 Belarussischer Pokalsieger mit dem HK Homel
- 2012 Bester Verteidiger der Professionellen Hockey-Liga
- 2014 Ukrainischer Meister mit dem HK Kompanjon-Naftohas Kiew
- 2015 Ukrainischer Meister mit dem HK ATEK Kiew